# Oppius (Toreut)
Oppius war ein antiker römischer Toreut (Metallbearbeiter), der etwa im Zeitraum zwischen den Jahren 40 und 60 in Kampanien tätig war.
Oppius ist heute nur noch aufgrund von vier Signaturstempeln auf vergleichsweise selten signierten Bronzeschnabeltassen bekannt. Die Signatur lautet lateinisch OPPI. Mit Fundorten in Italien, Spanien und den Niederlanden, wobei nicht klar ist, ob sie durch Handel, Reise- oder Truppenbewegungen in die jeweilige Region kamen, weisen die Tassen eine weite Streuung. Mit Gaius Oppius Hermes und Publius Oppius Priscus gibt es zu etwa derselben Zeit und in ähnlicher Region zwei weitere Toreuten aus der Gens der Oppier.
1. Bronzeschnabeltasse; gefunden in Luni (den antiken Luna), Region Ligurien, Provinz La Spezia, Italien; heute im Museo Archeologico Nazionale di Luni.[1]
2. Bronzeschnabeltasse; gefunden in Italien; heute im Museo Archeologico in Mailand.[2]
3. Bronzeschnabeltasse; gefunden in der Waal bei Nijmegen, Provinz Gelderland, Niederlande; heute im Museum Kam in Nijmegen.[3]
4. Bronzeschnabeltasse; gefunden in Spanien; heute im Museu Nacional Arqueològic in Tarragona.[4]

## Einzelbelege
1. ↑  Inventarnummer A 2129; Richard Petrovszky: Studien zu römischen Bronzegefäßen mit Meisterstempeln. Leidorf, Buch am Erlbach 1993, S. 283, Nr. O.03.01.
2. ↑  Inventarnummer A 433; Richard Petrovszky: Studien zu römischen Bronzegefäßen mit Meisterstempeln. Leidorf, Buch am Erlbach 1993, S. 283–284, Nr. O.03.02.
3. ↑  Inventarnummer BE V 36p; Richard Petrovszky: Studien zu römischen Bronzegefäßen mit Meisterstempeln. Leidorf, Buch am Erlbach 1993, S. 284, Nr. O.03.03; CIL 13, 10027,032.
4. ↑  Inventarnummer ?; Richard Petrovszky: Studien zu römischen Bronzegefäßen mit Meisterstempeln. Leidorf, Buch am Erlbach 1993, S. 284, Nr. O.03.04.

| Personendaten    | Personendaten                              |
| ---------------- | ------------------------------------------ |
| NAME             | Oppius                                     |
| KURZBESCHREIBUNG | antiker römischer Toreut                   |
| GEBURTSDATUM     | 1. Jahrhundert v. Chr. oder 1. Jahrhundert |
| STERBEDATUM      | 1. Jahrhundert oder 2. Jahrhundert         |